# Sogdiana Jizzax (féminines)
La section féminine du Sogdiana Jizzax (en ouzbek : Soʻgʻdiyona Jizzax Futbol Klubi), est un club ouzbek de football basé dans la ville de Jizzax.
Il évolue en 1re division ouzbèke et tient son nom de la Sogdiane, une région historique d'Ouzbékistan.

## Histoire
Au début des années 2020, le Sogdiana est le club féminin ouzbek qui a le plus de moyens financiers. Le club remporte le championnat en 2021.

## Palmarès
| Compétitions nationales | Compétitions internationales                                         |
| --- | -------------------------------------------------------------------- |
| - Championnat d'Ouzbékistan : - Champion : 2021 - Vice-champion : 2020 - Coupe d'Ouzbékistan : - Finaliste : 2018, 2020 - Supercoupe d'Ouzbékistan : - Champion : 2021 | - Championnat féminin des clubs de l'AFC : - Champion : 2022 (Ouest) |